# Остроготи
Остроготи или Источни Готи су били древни германски народ, који је у периоду велике сеобе народа од 4. до 6. века живео у разним областима Евеопе, а најдуже у областима Паноније и Италије, где је крајем 5. века створена моћна Остроготска краљевина, која је постојала до средине 6. века. Најзначајнији остроготски владар био је краљ Теодорик Велики (умро 526. године). Остроготи су током 5. и 6. века значајно утицали на збивања у разним областима Римског царства, како Западног тако и Источног (Византија). Након пропасти краљевине, преостали део Острогота придружио се новопридошлим Лангобардима, који су били сродан германски народ.
Остроготи су говорили готским језиком и употребљавали су готско писмо. Првобитно били следбеници старогерманског политеизма, а потом су током 4. века прихватили хришћанство у аријанском облику.

## Историја
Остроготи су били огранак Гота, који су све до 3. века били јединствен народ, а потом су се поделили на Визиготе (Западне Готе) и Остроготе (Источне Готе). Након поделе, та два сродна народа наставила су да одржавају међусобне везе и политичку сарадњу. 
Успон Хуна око 370. године довео је Остроготе у вазални однос. Остроготски владар Ерманарик губи живот 378. године. Током следеће декаде Остроготи су дошли до Балканско полуострво са Хунима. Били су главни хунски савезници у бици на Каталаунским пољима 451. Неколико устанака вазалних народа против Хуна је угушено. Након смрти Атиле, вазални Гепиди и Остроготи предвођени Теодемиром побјеђују Хуне у бици на реци Недао 454. године.

### Остроготи у Панонији
Након пропасти Хуна (454), Остроготи су преузели власт у Панонији, где су формирали своју државу. Потом су из Паноније прешли у Илирик (473), а затим у Тракију, где је дошло до обједињавања свих остроготских група (484), након чега су се вратили у Панонију (488). Главни супарник Острогота током панонског периода њихове историје били су источни суседи Гепиди, који су држали власт у областима Дакије. Остроготи су у том периоду склапали савезе са царским владама, али су често и ратовали, тако да су њихови међусобни односи укључивали читаву скалу између савезништва и непријатељства.

### Остроготи у Италији
Остроготи су 489. године из Паноније упали у Италију, где су срушили власт Одоакара (493), створивши моћну Остроготску краљевину, која је поред Италије обухватала и Далмацију, Панонију, знатан део Норика и југоисточни део Галије. Под влашћу Острогота налазио се и Сирмијум, све до 535. године.
Највећи остроготски владар је био Теодорик Велики. Рођен је 454. године. Био је син краља Теодемира. Још као млади дечак отишао је у Константинопољ као талац, тј. гарант мира између Острогота и Византије. Живот на двору у Константинопољу омогућио му је да много научи о војној тактици и начину владања великим царством. То му је касније одлично послужило кад је постао владар једног дела Римског царства са романизованом мешавином народа. Византијски цареви Лав I и Зенон су га ценили. Вратио се међу Остроготе кад је имао 20 година.
У то време Остроготи су се населили у источним деловима Римског царства и били су савезници Византије. Теодорик Велики покорава и уједињује готска племена на европском делу Источног римског царства. Цар Зенон га именује конзулом 484. године бојећи се да ће се од савезника претворити у непријатеља. Цар Зенон га је  488. послао као свог мандатара на запад да преузме власт од Одоакра, који је 476. године срушио Западно римско царство. Године 489. Теодорик је са својом армијом стигао у Италију. Побеђује у биткама код Исонза (489), Милана (489) и Аде (490). Године 493. заузима Равену и лично убија Одоакра.
Пошто је био регент малолетног Визиготског краља, његовог унука Амалрика, Теодорик Велики је био у ствари и врховни владар Визигота. 

## Византијско-готски рат (535—552)
После Теодорикове смрти 526. Остроготи и Визиготи су се поново раздвојили. Амаларих је наследио визиготско краљевство у Шпанији. Малолетни Аталарик је наследио Италију и Провансу. Убрзо почеше сукоби међу Остроготима. Аталариха наслеђује мајка Амаласунта, коју убијају. Тако ослабљену остроготску позицију користи цар Јустинијан I, који убиство краљице користи као повод за рат. То је био почетак готског рата (535-552).

### Први поход и пораз Острогота
Велизар, као најуспешнији царски генерал, предводио је напад на Остроготе. Велизар је одмах заузео Сицилију, прешао у Италију и до новембра заузео Напуљ, а Рим до децембра 536. Из Рима је побегао остроготски краљ Витигес. Велизар заузима престолницу остроготског краљевства Равену 540. и заробљава остроготског краља Витигеса.

### Понуда мировног споразума
Јустинијан I је имао проблема на истоку Византије. Персијанци су нападали и правили проблеме, тако да му је био потребан мир на западној страни Царства и једна неутрална земља, која би га одвајала од непријатељских Франака.
У том тренутку Јустинијан I нуди Остроготима великодушан споразум, да они задрже независно краљевство на сјеверозападу Италије, али да му предају пола блага Остроготског краљевства. То је било заиста огромно благо, јер је Италија била изузетно богата дотада. Ту Јустинијанову поруку Остроготима носио је Велизар, који је сам био против такве понуде. Остроготско племство се плашило да споразум не садржи некакву зачкољицу. Остроготи нису веровали Јустинијану, а Велизару су веровали јер су с њим често били у контакту, па су захтевали да и он потпише споразум.
Изгубивши недавно краља, Остроготи су понудили круну Велизару. Велизар је био војник лојалан цару па се претварао да прихвата понуду и да иде у Равену на крунисање. Међутим, он хапси вође Острогота, захтевајући да цело Остроготско краљевство буде дио Византије.
Јустинијан I је био љут, јер је имао проблеме са Персијом, па му је био преко потребан мир на Западу. Јустинијан је послао Велизара на фронт према Персији.

### Наставак рата
Године 541. Остроготи убијају једног свог вођу који је почео преговоре са царством. Одмах бирају Тотилу као свог новог вођу. Тотила је започео силовиту и успешну кампању против Византинаца, заузимајући целу северну Италију и чак успевајући да заузме Рим после дуге друге опсаде. Велизар се вратио у Италију 544. Успео је да спаси Рим, али његов поход је овог пута био неуспешан, због проблема са снабдевањем и додатним појачањима, које Јустинијан I није слао. Неки историчари сматрају да је био љубоморан. Јустинијан I 548. године смењује Велизара и поставља Нарзеса за команданта.
У бици код Тагине Нарзес побеђује и убија Тотилу. Остроготи у Риму се предају, а у коначној бици на Везуву у октобру 553. Нарзес побеђује преостале делове остроготске армије у Италији.

### Последице пораза
Са коначним поразом готско име се полако заборављало. Готи нису успели оно што је успело у Галији и Иберији, да успоставе државу јединством романских и германских елемената. У Шпанији су Готи постали значајан државотворни елемент, док су у Италији они виђени само као окупатори и владари.

## Остроготски владари Италије
- Острогота (249)
- Книва (ок. 250—271)

...
- Геберик (334—337)
- Ерманарик (?—376)
- Витимир (375—376)
- Видирих (376—?)

...
- Валамер (440—469)

Амали династија:
- Теодемир (није још био у Италији)
- Теодорик Велики 476-526
- Аталарик 526—534
- Теодад 534—536

Каснији краљеви:
- Витигес 536—540
- Илдибад 540—541
- Ерарик 541
- Тотила 541—552
- Теја 552—553